# 神经系统
神經系統（英文：Nervous system）由神經元這種特化細胞的網路所構成的。其身體的不同部位間傳遞訊號。動物體藉神經系統和內分泌系統的作用來應付環境的變化。動物的神經系統控制著肌肉的活動，协调各个组织和器官，建立和接受外来情报，并进行协调。神經系統是動物體最重要的連絡和控制系統，它能測知環境的變化，決定如何應付，並指示身體做出適當的反應，使動物體內能進行快速、短暫的訊息傳達來保護自己和生存。神经科学是研究神經系統的科學。
脊椎动物的神经系统分為二部份：分別是中樞神經系統（CNS）及周围神经系统（PNS）。中樞神經系統包括腦及脊髓，周围神经系统主要是由神經構成，是由長神經纖維或是轴突組成，連接中樞神經系統及身體各部位。中樞神經系統的功用是在身體全部位之間傳送信號，而接收反饋。周围神经系统可分為軀體神經系統、自律神經系統及肠神经系统。軀體神經系統處理隨意運動，也就是依生物體意願而產生的運動，自律神經系統又可分為交感神经及副交感神经，交感神经是在緊急情形時驅動，而副交感神经是在器官呈休息狀態時驅動。肠神经系统則控制消化道。自律神經系統及肠神经系统都會不隨意願的自主動作。
在細胞層面上看，神经系统由神經元組成，包括感觉神经元、运动神经元和中间神经元。神經元有特殊的構造，可以快速且準確的傳送信號給其他細胞，傳送的是電化學信號，藉由稱為轴突的神經纖維傳輸。在神經元發生衝動時時，會由突触釋放神經傳導物質。神經元之間的連結形成了神經通路及神经网络，控制了生物體的感知及其行為。
在组织层面上看，神经组织除了神經元外，還有神經膠質細胞，提供支持及新陳代謝等機能。神經組織最早是出現在五億到六億年前的埃迪卡拉生物群中。神经组织构成神经，其中傳送由大腦發出信號的神經稱為传出神经（连接肌肉则为运动神经），而將身體各部位產生信號傳送到中樞神經的神經稱為感觉神经或是传入神经。大部份的神經是雙向傳遞信號，稱為混合神經。在结构上，從脑部發出的神经稱為脑神经，而從脊髓發出的神经稱為脊神经。

## 結構
神经系统得名自神經，是柱狀的纖維束（神經元的軸突）由腦或脊髓開始延伸到身體的各個部位。古埃及人、希臘人及羅馬人就已經發現神經的存在，但其內在構造一直到了顯微鏡發明後才為人類了解：
「很難想像在1900年代時，人間還不知道神經元是大腦的基本單位（圣地亚哥·拉蒙-卡哈尔），也很難想像大腦的化學傳輸信號的概念到1930年代才為人所知（亨利·哈利特·戴爾）及（奥托·勒维）。人類一直到1950年代才了解神經元傳遞訊息的電現象，也就是動作電位（艾倫·勞埃德·霍奇金、安德魯·赫胥黎及约翰·卡鲁·埃克尔斯）。在1960年代才了解神經網絡代碼刺激的基本概念（大衛·休伯爾及托斯坦·威泽尔）。化學革命在在1980年代席捲了美國校園。在1990年代許多現象的分子機制才廣為人知（埃里克·坎德爾）」
透過顯微鏡可以看出神经主要是由轴突組成，其中有不同的薄膜包覆，即為神經束膜。神经元不是完全在神經內，其細胞也在腦、脊髓及外週神經節中
所有比海綿要先進的動物都有神經系統。但即使是海綿、單細胞動物甚至像粘菌之類的非動物物種都有細胞和細胞之間的訊息慱輸機制，這也是神經系統的前身。像珊瑚及水母之類的放射狀對稱的生物，其神經系統為一动物神经网，是由許多細胞形成的發散狀網路。大部份的動物是两侧对称动物是的前身，其神經系統的共同結構起源於約五億五千萬年前的埃迪卡拉纪。

### 細胞
神经系统主要由2种细胞组成，其中神经元是神经系统的主要细胞，而神经胶质是神经系统的次要细胞结构与营养。

## 兴奋的传输
在神经系统中的迅速神经信号传输主要通过以下两种方式:
- 在神经细胞里：兴奋通过神经纤维上的电位差传输，主要发生在神经细胞内部。（少数神经细胞之间也会通过电位差传输）
- 在神经细胞间：兴奋依靠突触前膜释放的递质传递到下一个神经细胞的突触后膜。

## 神經的功能
神經三大主要功能：
1. 感觉功能：身体的内在感覺受器探测如血的酸度，血压等内在刺激，在外感觉受器傳送由皮肤等身体末端所接受到的外来刺激情报。这些情报经由感觉神经传递至神经中枢。
2. 综合及指令功能：对于感觉受器所送来的情报进行分析、整理、判断，并做出适当的决定。
3. 运动功能：将整理之后的情报，经由传出神经传递至末梢，并执行决定。

在1～3的功能当中，中樞神经负责2的功能，周圍神经则负责1和3的功能。在神经元的层面，1称之为感觉神经元、3称之为运动神经元。

## 人的神經系統
人體的神經系統包括腦、脊髓和神經。神經系統只佔人體體重的約3%，然而卻是人體最複雜的系統。
神經系統被分為二部分：
- 中樞神經系統－由腦及脊髓组成的神经系统
- 周围神经系统－除中樞神經系統外的其他神经组织集合体

人類也和其他動物一樣，对于体内和体外的环境变化以及压力，需要一个调节器官来与其紧密联系，保持稳定的状态（恒定性）。神经系统和内分泌系统则扮演了非常重要的角色。藉由複雜的神經纖維和其他細胞組織連結這兩個神經系統，人类才能夠因應外界的環境變化而產生適當的身體反應，並且有思考、記憶、情緒變化的能力。

### 中樞神經系統
中樞神經系統（Central Nervous System）组成了神经系统的主要部分，由脑和脊髓构成。
| 中樞 神經 系統 | 脑   | 前腦 | 大腦 | 嗅脑、杏仁体、海马体、新皮质、側腦室                     | 嗅脑、杏仁体、海马体、新皮质、側腦室                     |
| 中樞 神經 系統 | 脑   | 前腦 | 間腦 | 上丘腦、視丘、下丘脑、底丘腦、腦下垂體、松果體、第三腦室 | 上丘腦、視丘、下丘脑、底丘腦、腦下垂體、松果體、第三腦室 |
| 中樞 神經 系統 | 脑   | 腦幹 | 中腦 | 中腦頂蓋、大腦腳、腦蓋前部、大腦導水管                   | 中腦頂蓋、大腦腳、腦蓋前部、大腦導水管                   |
| 中樞 神經 系統 | 脑   | 腦幹 | 後腦 | 後腦                                                     | 橋腦、小脑                                               |
| 中樞 神經 系統 | 脑   | 腦幹 | 後腦 | 末腦                                                     | 延髓                                                     |
| 中樞 神經 系統 | 脊髓 |      |      |                                                          |                                                          |

### 周圍神经系统
周圍神经系统（Peripheral Nervous System）是指在中樞神經以外的神經纖維。解剖人體後，人類的肉眼可以看得到由許多條神經纖維，外部包以神經外膜而成的神經。其主要功能是將感官接受之興奮傳至中樞神經系統，又將來自後者之訊息傳至骨骼肌，以使身體運動。
周圍神经系统因分布的部位不同而有三種（有些教科书和学者只把周圍神經系統的分法归为二种，这二类就是軀體神經系統和自主神經系統。这些教科书或学者通常把腸神經系統纳入自主神經系統的一部分。不管何类分法，在医学上都普遍被接受。）：
- 分布在體軀的稱為軀體神經系統[11]（Somatic Nervous System）
- 而分布在內臟者稱為自主神經系統[12]（Autonomic Nervous System）
- 分布在腸間的腸神經系統[13]（Enteric Nervous System，腸神經系統也被称为腸間神經叢）

## 其他生物的神經系統
大部份的多細胞生物皆有神經系統，但複雜度有很大的差異。多細胞生物中只有多孔动物门、扁盘动物门及中生動物門等結構非常簡單的生物完全沒有神經系統。
放射狀對稱的生物，包括栉水母及刺胞動物門（包括海葵、水螅、珊瑚及水母），其神經系統為發散狀的动物神经网。
其他大部份的多細胞生物其神經系統都包括一個腦、一條脊髓（或二條脊髓平行排列）及由腦或脊髓發散到全身的神經，只有一些蠕蟲例外。神經系統的大小隨生物體而不同，最簡單的蠕蟲其神經系統由數百個細胞組成，非洲象的神經系統則有三千億個細胞。動物界裡的神經系統因動物而异。刺胞动物，例如水螅，还有海葵和水母，它们拥有一套脉络状的神经网，当其中的一处产生兴奋，就会像波浪一样波及整个神经系统。这些波同时执行传入和传出的功能，即不单传递有关化学或机械方面的信息，还反馈输出动物的反射应答。而扁形动物门动物有着和传统神经系统更多相似之处，但缺少大脑。环节动物和被囊动物则有大脑的雏形，被称为神经节，是神经的束状集合。被囊动物的神经节和脊椎动物胚胎发育过程中大脑的发育有相似之处，被认为是脊椎动物脑干的雏形。

## 临床
神經系統的机能障碍可能是因為先天基因問題造成，也可能是因為外傷或是中毒導致的傷害，或是因為感染或是年老所產生。此外，嗜神经病毒可感染神经系统。
神經內科研究有關神經系統的疾病，並尋找預防或治療的方式。周围神经系统最常見的問題是神經傳導不良，其原因有很多種，包括糖尿病神經病變，或著是多发性硬化症及肌萎缩性脊髓侧索硬化症等脱髓鞘疾病。

## 外部連結
- Neuroscience for Kids （页面存档备份，存于）
- The Human Brain Project Homepage
- Kimball's Biology Pages, CNS （页面存档备份，存于）
- Kimball's Biology Pages, PNS （页面存档备份，存于）
- 維基教科書中有關The Nervous System的文本 (human)
- 維基教科書中有關Nervous System的文本 (non-human)
- The Human Brain Project Homepage